# Lutas nos Jogos Olímpicos de Verão de 1920
As lutas nos Jogos Olímpicos de Verão de 1920 foram realizados em Antuérpia, com dez eventos disputados, sendo cinco categorias de luta greco-romana e outras cinco de luta livre.

## Eventos da luta
Luta livre: até 60 kg | 60-67,5 kg | 67,5-75 kg | 75-82,5 kg | +82,5 kg
Luta greco-romana: até 60 kg | 60-67,5 kg | 67,5-75 kg | 75-82,5 kg | +82,5 kg

## Luta livre

### Luta livre - até 60 kg
| Pos. | País                 | Atletas         |
| ---- | -------------------- | --------------- |
|      | Estados Unidos (USA) | Charles Ackerly |
|      | Estados Unidos (USA) | Samuel Gerson   |
|      | Grã-Bretanha (GBR)   | Philip Bernard  |

### Luta livre - 60-67,5 kg
| Pos. | País               | Atletas           |
| ---- | ------------------ | ----------------- |
|      | Finlândia (FIN)    | Kalle Anttila     |
|      | Suécia (SWE)       | Gottfrid Svensson |
|      | Grã-Bretanha (GBR) | Peter Wright      |

### Luta livre - 67,5-75 kg
| Pos. | País                 | Atletas         |
| ---- | -------------------- | --------------- |
|      | Finlândia (FIN)      | Eino Leino      |
|      | Finlândia (FIN)      | Väinö Penttala  |
|      | Estados Unidos (USA) | Charles Johnson |

### Luta livre - 75-82,5 kg
| Pos. | País                 | Atletas         |
| ---- | -------------------- | --------------- |
|      | Suécia (SWE)         | Anders Larsson  |
|      | Suíça (SUI)          | Charles Courant |
|      | Estados Unidos (USA) | Walter Maurer   |

### Luta livre - +82,5 kg
| Pos. | País                 | Atletas             |
| ---- | -------------------- | ------------------- |
|      | Suíça (SUI)          | Robert Roth         |
|      | Estados Unidos (USA) | Nathaniel Pendleton |
|      | Estados Unidos (USA) | Fred Meyer          |
|      | Suécia (SWE)         | Ernst Nilsson       |

## Luta greco-romana

### Luta greco-romana - até 60 kg
| Pos. | País            | Atletas          |
| ---- | --------------- | ---------------- |
|      | Finlândia (FIN) | Oskari Friman    |
|      | Finlândia (FIN) | Heikki Kähkönen  |
|      | Suécia (SWE)    | Fritiof Svensson |

### Luta greco-romana - 60-67,5 kg
| Pos. | País            | Atletas           |
| ---- | --------------- | ----------------- |
|      | Finlândia (FIN) | Emil Väre         |
|      | Finlândia (FIN) | Taavi Tamminen    |
|      | Noruega (NOR)   | Frithjof Andersen |

### Luta greco-romana - 67,5-75 kg
| Pos. | País            | Atletas         |
| ---- | --------------- | --------------- |
|      | Suécia (SWE)    | Carl Westergren |
|      | Finlândia (FIN) | Arthur Lindfors |
|      | Finlândia (FIN) | Masa Perttilä   |

### Luta greco-romana - 75-82,5 kg
| Pos. | País            | Atletas          |
| ---- | --------------- | ---------------- |
|      | Suécia (SWE)    | Claes Johanson   |
|      | Finlândia (FIN) | Edil Rosenqvist  |
|      | Dinamarca (DEN) | Johannes Eriksen |

### Luta greco-romana - +82,5 kg
| Pos. | País            | Atletas         |
| ---- | --------------- | --------------- |
|      | Finlândia (FIN) | Adolf Lindfors  |
|      | Dinamarca (DEN) | Poul Hansen     |
|      | Finlândia (FIN) | Martti Nieminen |

## Quadro de medalhas da luta
| Ordem | País               | Medalha de ouro | Medalha de prata | Medalha de bronze | Total |
| ----- | ------------------ | --------------- | ---------------- | ----------------- | ----- |
| 1     | FIN Finlândia      | 5               | 5                | 2                 | 12    |
| 2     | SWE Suécia         | 3               | 1                | 2                 | 6     |
| 3     | USA Estados Unidos | 1               | 2                | 3                 | 6     |
| 4     | SUI Suíça          | 1               | 1                | 0                 | 2     |
| 5     | DEN Dinamarca      | 0               | 1                | 1                 | 2     |
| 6     | GBR Grã-Bretanha   | 0               | 0                | 2                 | 2     |
| 7     | NOR Noruega        | 0               | 0                | 1                 | 1     |